# Wilczęta (gmina)
Wilczęta est une gmina rurale du powiat de Braniewo, Varmie-Mazurie, dans le nord de la Pologne. Son siège est le village de Wilczęta, qui se situe environ 26 km au sud de Braniewo et 58 km au nord-ouest de la capitale régionale Olsztyn.
La gmina couvre une superficie de 147,99 km2 pour une population de 3 153 habitants.

## Géographie
La gmina inclut les villages de Bardyny, Bronki, Chmielówka, Dębień, Dębiny, Gładysze, Górski Las, Góry, Jankówko, Karpówek, Karwiny, Księżno, Ławki, Lipowa, Nowica, Słobity, Słobity-Stacja Kolejowa, Sopoty, Sośnica, Spędy, Stare Siedlisko, Tatarki et Wilczęta.
La gmina borde les gminy de Godkowo, Młynary, Orneta, Pasłęk et Płoskinia.